# Luis Francisco Ladaria Ferrer
Luis Francisco Ladaria Ferrer (Manacor, 1944. április 19. –) spanyol jezsuita szerzetes, katolikus pap, bíboros, a Hittani Kongregáció prefektusa, a Nemzetközi Teológiai Bizottság és a Pápai Biblikus Bizottság elnöke.

## Pályafutása
1966. október 17-én tett örökfogadalmat a Jézus Társaságában. 1973. július 29-én szentelték pappá. 1975-ben teológiai doktorátust szerzett a Pápai Gergely Egyetemen.

### Püspöki pályafutása
XVI. Benedek pápa 2008. július 9-én Thibica címzetes érsekévé és a Hittani Kongregáció titkárává nevezte ki, majd július 26-án szentelte püspökké a Lateráni bazilikában Tarcisio Bertone bíboros-államtitkár, Joseph Levada bíboros és Vincenzo Paglia segédletével. Ferenc pápa 2017. július 1-én kinevezte a Hittani Kongregáció prefektusává, a Nemzetközi Teológiai Bizottság és a Pápai Biblikus Bizottság, valamint az „Ecclesia Dei” Pápai Bizottság elnökévé, majd a 2018. június 28-i konzisztóriumon bíborossá kreálta. Mivel a pápa 2019. január 19-én megszüntette az „Ecclesia Dei” Pápai Bizottságot, az ott betöltött elnöki pozíciója is megszűnt.